# Arnedo
|  | Per a altres significats, vegeu «Francisco Arnedo Linares». |

Arnedo és un municipi de la Rioja, a la comarca d'Arnedo, a la Rioja Baixa, a la riba esquerra del riu Cidacos i a 35 km de Logronyo.

## Història
És molt probable que Arnedo hagi estat poblat des de temps molt remots, encara que són escassos els assentaments d'època antiga que coneixem. Arnedo, possiblement, procedeix en primera instància del llatí arenetum (nom amb arrel ibèrica), el significat del qual ('lloc abundant en terra', 'arenal') sembla referir-se al sòl d'Arnedo. Durant la prehistòria, se situen a la riba del riu i en les muntanyes els més antics assentaments que se'n coneixen: són el de San Pedro Màrtir i el Valpineda, amb restes d'època neolítica, potser del bronze inicial: materials lítics de sílex i ceràmiques fetes a mà.
De l'època preromana (3000 aC-s. II aC), els testimoniatges arqueològics en els turons de San Miguel i el Raposal semblen indicar un hàbitat concentrat per pobladors celtibers, potser els berons, que desapareixerien a l'arribada dels romans en el segle ii aC. A l'època romana (s. II aC - s. V dC) no se cita Arnedo en la seva historiografia i cal recórrer a l'arqueologia; així, se suposa que el poblat es trasllada al peu del turó del castell, on van aparèixer restes de terra sigillata; allí, els romans podrien haver aixecat una fortificació (base del futur castell medieval) per protegir la comunicació entre les calçades romanes que unien Calahorra amb Numància i Contrebia Leucade amb Batolla.
De l'època visigòtica, es conserven restes d'una església rupestre del s. VI i la cova dels Cien Pilares, sota el turó de San Miguel, on va haver-hi un monestir.

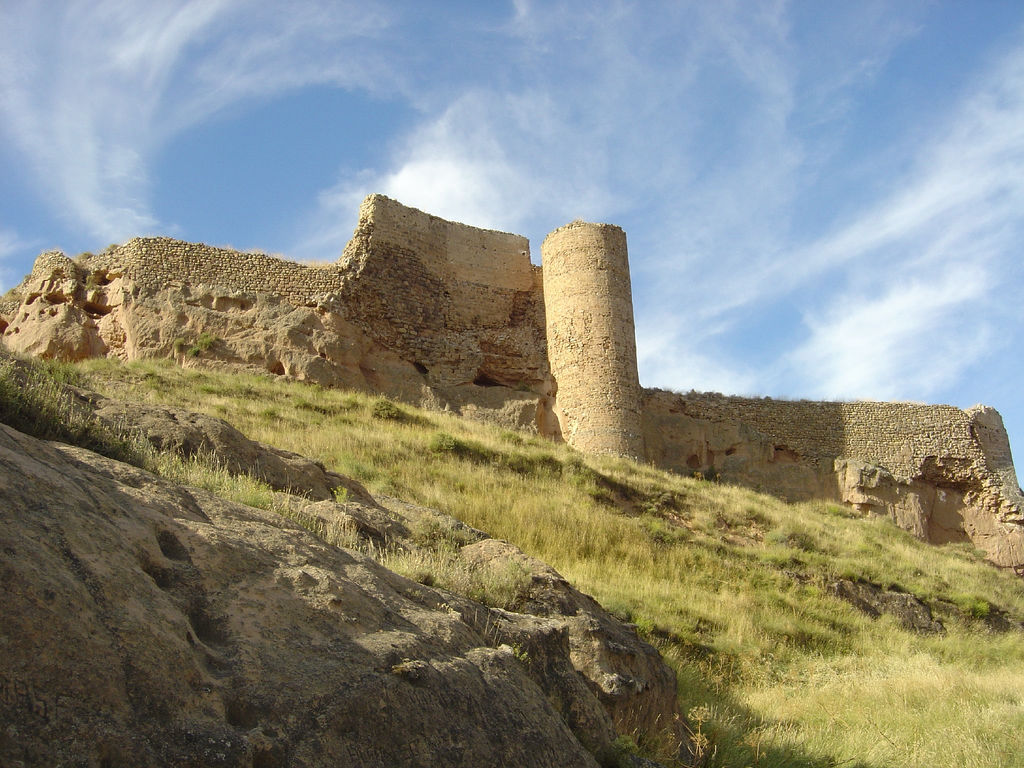
Castell d'Arnedo

En el s. VIII els àrabs van arribar a Arnedo, llavors anomenada Arnit, que va passar a ser capital d'una de les 26 províncies o iqlims de l'Àndalus, i van reconstruir el castell sobre la hipotètica fortalesa romana anterior, i des de llavors va tenir un important paper en les lluites de conquesta cristiana. La falta de documentació cristiana fa de les cròniques musulmanes la millor font d'informació per a aquest període, en el qual la població va ser conquistada cap a l'any 900. Se li va concedir fur propi i va sorgir la llegenda de l'aparició de la Verge de Vico al sarraí Kan.
El 1264, va quedar vinculat a la corona de Castella. A la fi del segle xiv, Arnedo adquireix renom en celebrar-se el 1385 conferències diplomàtiques que són l'origen del títol de príncep d'Astúries, i signar-se el 1388 l'anomenat tractat d'Arnedo entre França i Castella per a defensa mútua. En el s. XV, es funda a Arnedo una de les primeres caixes d'estalvi que es coneixen en el món, així com el monestir de Vico. En els següents segles, diversos reis van distingir la població: Felip III li concedeix el dret de fidelitat i garapiteria; Felip IV l'eximeix d'allotjar gent de guerra i li concedeix el títol de ciutat, i Carles III concedeix una fira de "nou dies i comprat el dia dilluns de cada setmana". El 1654, va rebre el títol de ciutat, concedit pel llavors rei Felip IV.
En el s. XIX, la ciutat tenia ja una indústria espardenyera i altres activitats fabrils: fàbriques de sabó i aiguardents, terrisseries, una impremta, etc. Durant el passat s. XX, en els aspectes socials i polítics la ciutat ha seguit els esdeveniments de la resta d'Espanya; però s'ha caracteritzat particularment per l'inici en els anys vint de la indústria del calçat amb un gran desenvolupament posterior i altres indústries auxiliars: prefabricats, cautxú, cartonatges, etc.; causa de l'arribada de població des d'altres llocs d'Espanya i en els últims anys des d'altres països. En aquest context són remarcables els fets d'Arnedo esdevinguts entre 1931 i 1932 a partir d'uns acomiadaments en una fàbrica de calçats, i acabarien amb la mort d'onze persones per trets de la Guàrdia Civil. Aquests fets van causar una gran polèmica, afegits a altres casos de matances de camperols i obrers desarmats per part d'efectius de la guàrdia civil com a Castilblanco (anterior) o Casas Viejas (posterior). Arnedo es va convertir en un símbol per a anarquistes i republicans d'esquerra radical.